# 全日本ラリー選手権
全日本ラリー選手権（ぜんにほんラリーせんしゅけん、Japanese Rally Championship）とはJAF登録クラブ・団体が主催する国内ラリーのシリーズ戦で、日本最高峰のモータースポーツ選手権の1つである。

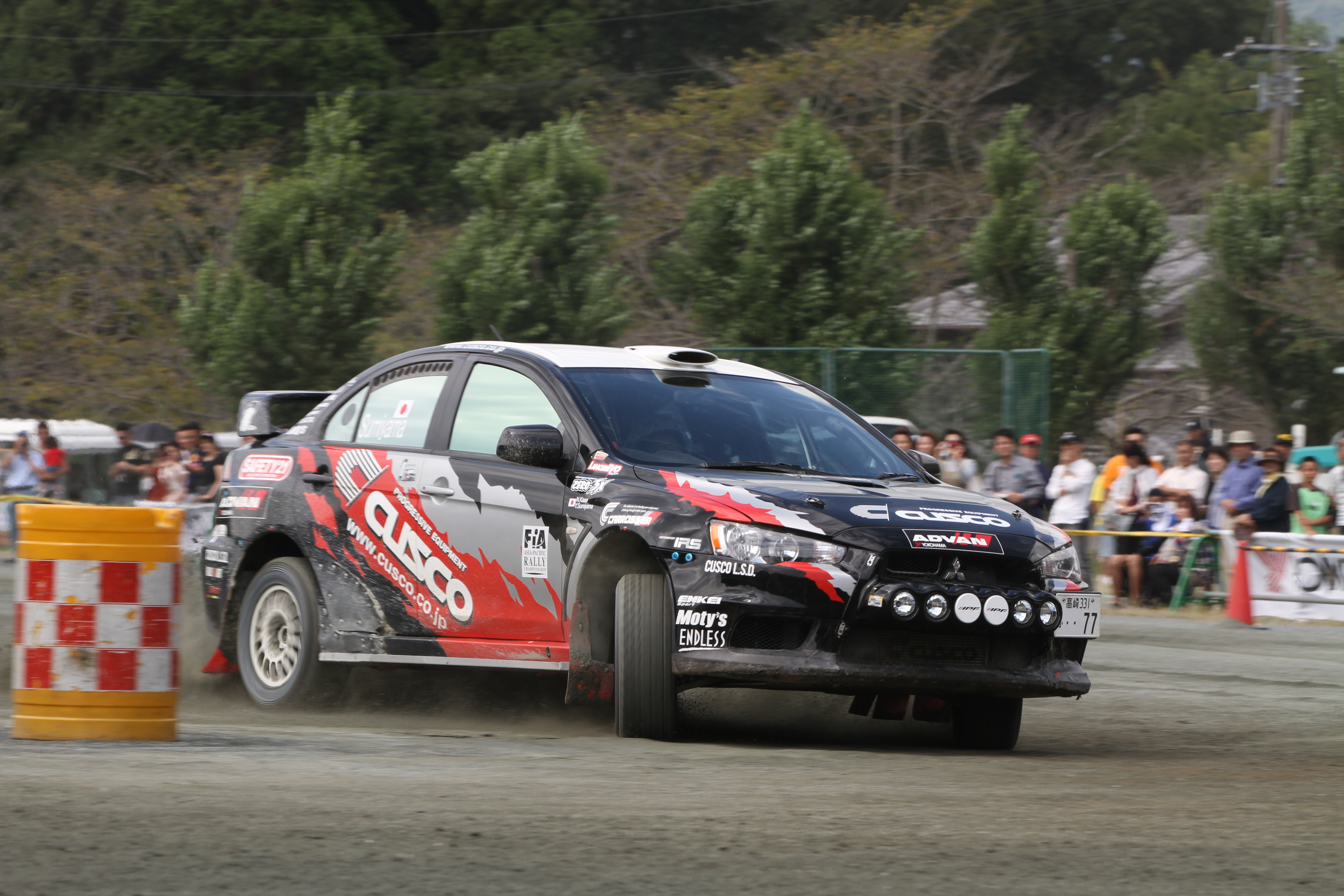
三菱・ランサーエボリューション（2010年）

## 概要

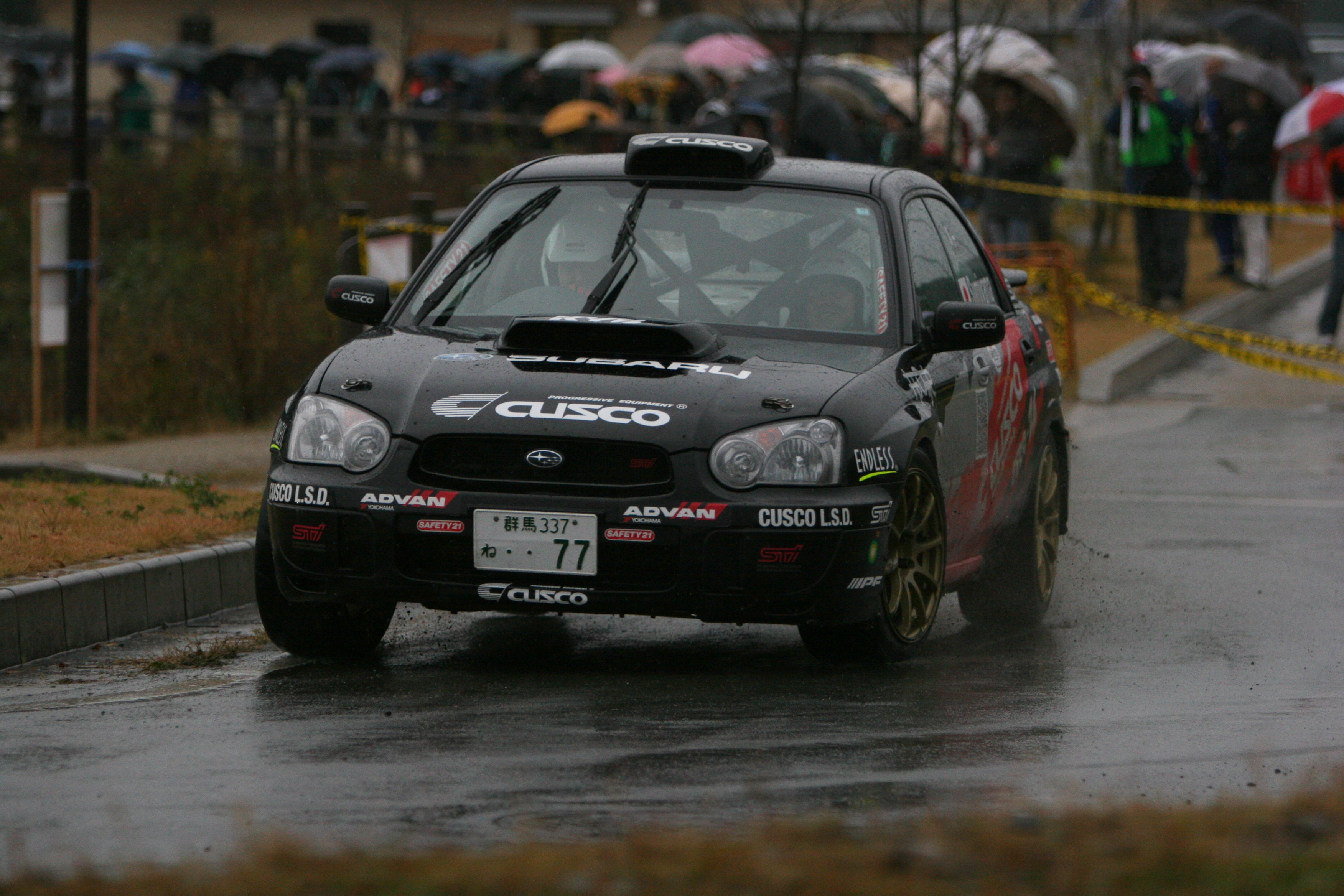
スバル・インプレッサ（2006年）

1979年の全日本ラリードライバー選手権を前身として1980年から全日本ラリー選手権となった。2000年以降の運営支援は同年に発足したJRCA (Japanese Rally Competition Association) により行われ、JAF公認規定の元で全国各地の主催者により、2012年以降は4月 - 10月の期間に年間9戦が開催されている。参戦するドライバー及びコ・ドライバーは、国内B級以上のライセンスが必要となる。
クラスは排気量を基準として6つに分けられ、2006年からは2005年までのクラス順位とは別に、全クラスを含めて真のNo.1を決める総合順位が設定された。使用車両はグループN規定に近い国内規定に準じたもので改造範囲が狭く、室内は内張りが除かれロールケージが取り付けられているが、エンジンはリストリクターの装着を除けば市販車とほぼ同じである。競技区間は閉鎖されたコースのSSと、一般車両に混じり移動する区間のリエゾンに分かれ、それぞれの規則に則って走行する。
近年は、SUPER GTのGT300クラスと同様に、キャラクターやイラストなどがボディに描かれた痛車も増加している。これは注目を集める目的も有るが、SUPER GTを始めとするオンロードレースと異なり、プロモーターが存在せず、各地の主催者が持ち回りで開催しているため、将来的な競技継続の観点からも国内ラリーの認知度を高めて新規の客層を開拓する必要性が高まったことによる。2008年のメロンブックスシティ、2011年のCJRTサトリアネオ、2016/2017年のインギング86などクラスタイトルの実績も多い。
近年F1ウィナーのヘイキ・コバライネンが参戦しており、総合を含む3度のタイトルを獲得している。またWRC（世界ラリー選手権）元トップドライバーのヤリ＝マティ・ラトバラも2023年にスポット参戦した。

## 主なイベント

### 2024年全日本ラリー選手権
| Rd | 名称                                                          | ホストタウン     | 開催時期       | 開催開始年                | 路面       | 総走行距離 | SS総距離  | SS数 |
| -- | ------------------------------------------------------------- | ---------------- | -------------- | ------------------------- | ---------- | ---------- | --------- | ---- |
| 1  | Rally三河湾2024 Supported by AICELLO                          | 愛知県蒲郡市     | 3月1日～3日    | 2024年                    | ターマック | 253.06 km  | 80.52 km  | 14   |
| 2  | ツール・ド・九州2024 in 唐津                                  | 佐賀県唐津市     | 4月12日～14日  | 1997年 -                  | ターマック | 348.81 km  | 76.78 km  | 12   |
| 3  | 久万高原ラリー                                                | 愛媛県久万高原町 | 4月26日～28日  | 2006年 -                  | ターマック |            |           |      |
| 4  | YUHO RALLY TANGO supported by Nissin Mfg                      | 京都府京丹後市   | 5月10日～12日  | 2012年 -                  | ターマック | 291.20 km  | 113.66 km | 12   |
| 5  | MONTRE 2024                                                   | 群馬県嬬恋村     | 6月7日～9日    | 1984年 - 2003年、2012年 - | ターマック | 639.44 km  | 109.46 km | 10   |
| 6  | 2024 ARK ラリー・カムイ                                       | 北海道ニセコ町   | 7月5日～7日    | 2018年 -                  | グラベル   |            |           |      |
| 7  | RALLY HOKKAIDO                                                | 北海道帯広市     | 9月6日～8日    | 2006年 -                  | グラベル   |            |           |      |
| 8  | 第51回M.C.S.C.ラリーハイランドマスターズ2024 supported by KYB | 岐阜県高山市     | 10月18日～20日 | 1971年 -                  | ターマック |            |           |      |

### 過去に開催された主なラリーイベント
| 名称                         | ホストタウン     | 開催時期              | 開催年                    | 路面           | 総走行距離 | SS総距離 |
| ---------------------------- | ---------------- | --------------------- | ------------------------- | -------------- | ---------- | -------- |
| KYOTO南丹ラリー              | 京都府南丹市     | 5月                   | 2007年 - 2009年           | ターマック     | 約250km    | 約80km   |
| がんばろう！ 福島 MSCCラリー | 福島県棚倉町     | 6月、11月             | 2004年 - ？               | グラベル       | 約370km    | 約70km   |
| ひえつきラリー               | 宮崎県椎葉村     | 5月                   | 1986年 - 2005年           | グラベル       | 約280km    | 約50km   |
| ひむかラリー in 美郷         | 宮崎県美郷町     | 5月、6月              | 2007年 - 2011年           | グラベル       | 約330km    | 約100km  |
| シンフォニーラリー           | 京都府南丹市     | 6月                   | 2006年                    | ターマック     | 約210km    | 約45km   |
| ARKラリー洞爺                | 北海道洞爺湖町   | 7月、9月              | 2011年 - ？               | グラベル       | 約380km    | 約80km   |
| ラリー・イン・シリベシ       | 北海道倶知安町   | 7月                   | 2010年                    | グラベル       | 約470km    | 約100km  |
| Rally in Akaigawa            | 北海道赤井川村   | 7月、8月、9月         | 1998年 - 2008年           | グラベル       | 約400km    | 約100km  |
| とかち2006                   | 北海道陸別町     | 7月                   | 2006年                    | グラベル       | 約335km    | 約80km   |
| Rally of Tsumagoi            | 群馬県嬬恋村     | 2月                   | 2017年 - ？               | スノー／アイス | 約410km    | 約90km   |
| モントレー in 群馬           | 群馬県嬬恋村     | 7月                   | 1984年 - 2003年、2012年 - | ターマック     | 約500km    | 約70km   |
| FMSC吉野ヶ里マウンテンラリー | 佐賀県吉野ヶ里町 | 8月、9月              | 2007年 - 2009年           | ターマック     | 約240km    | 約60km   |
| 新城ラリー                   | 愛知県新城市     | 3月、9月、10月 - 11月 | 2007年 - 2023年           | ターマック     | 約280km    | 約80km   |

## スケジュール

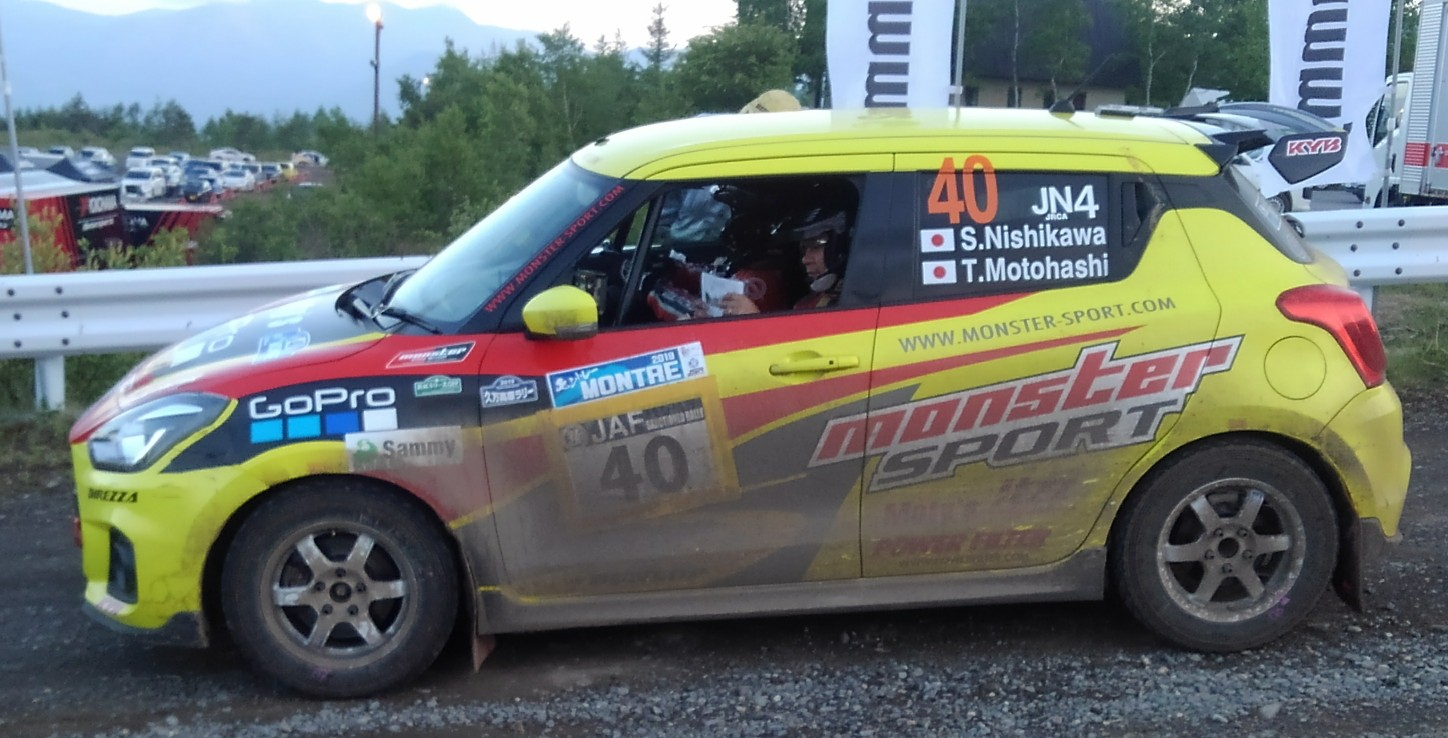
スズキ・スイフトスポーツ（2019年）

イベントにより1日間 - 3日間で行われ、それぞれの1日をDAY (デイ) と呼称する。DAYは、実質的なレース区間であるSS (Special Stage: スペシャルステージ) と計測地点のTC (Time Control: タイムコントロール)、SSとSSを結ぶ移動区間 (ロードセクション) となるリエゾンに分けられ、競技はアイテナリーと呼ばれるタイムスケジュール表に沿って進められる。スタート間隔はイベントに異なるが、通常は1分、上位のドライバーは2分となっている。

### 準備
競技前にレッキと呼ばれる下見走行を行い、ドライバーとコ・ドライバーはコース状況を把握してペースノートの製作を行う。コースは実際に競技で使われるコースを走れるが、使用する車は競技車両ではなく一般車両となる。シェイクダウンと呼ばれる、実際に競技車両を使用して最終チェックを行った後、違反の有無を確認する車検後に、競技車両は、ドライバーを含め全ての関係者は競技開始まで触れることが出来ないパルクフェルメと呼ばれる車両保管所に置かれる。

### リエゾン
一般公道を移動する区間で、道路交通法に従い一般車両に混じって走行し、TCに入る時間は車両毎に指定されている。道路運送車両法に定められた保安基準を満たしていない場合は公道走行を止められる可能性があり、特にSSでのトラブルで車が破損した場合などに問題となる。リエゾンも競技の一部であり、主催者から示されるコマ図に従って走行するというラリー競技当初の姿が現在も残っている。

### SS
一般公道を閉鎖して作られたタイムトライアル区間のスペシャルステージ (Special Stage) で、SS (エスエス) と呼ばれる。スタート地点はTC内に設置され、ドライバーは全開でアタックする。各DAY最後のSS終了後はTCに移動してリエゾンを通り、サービスパークと呼ばれる本部に戻る。その後、車両は再びパルクフェルメに保管されて次のDAYの競技開始を待つ。

## 車両規定

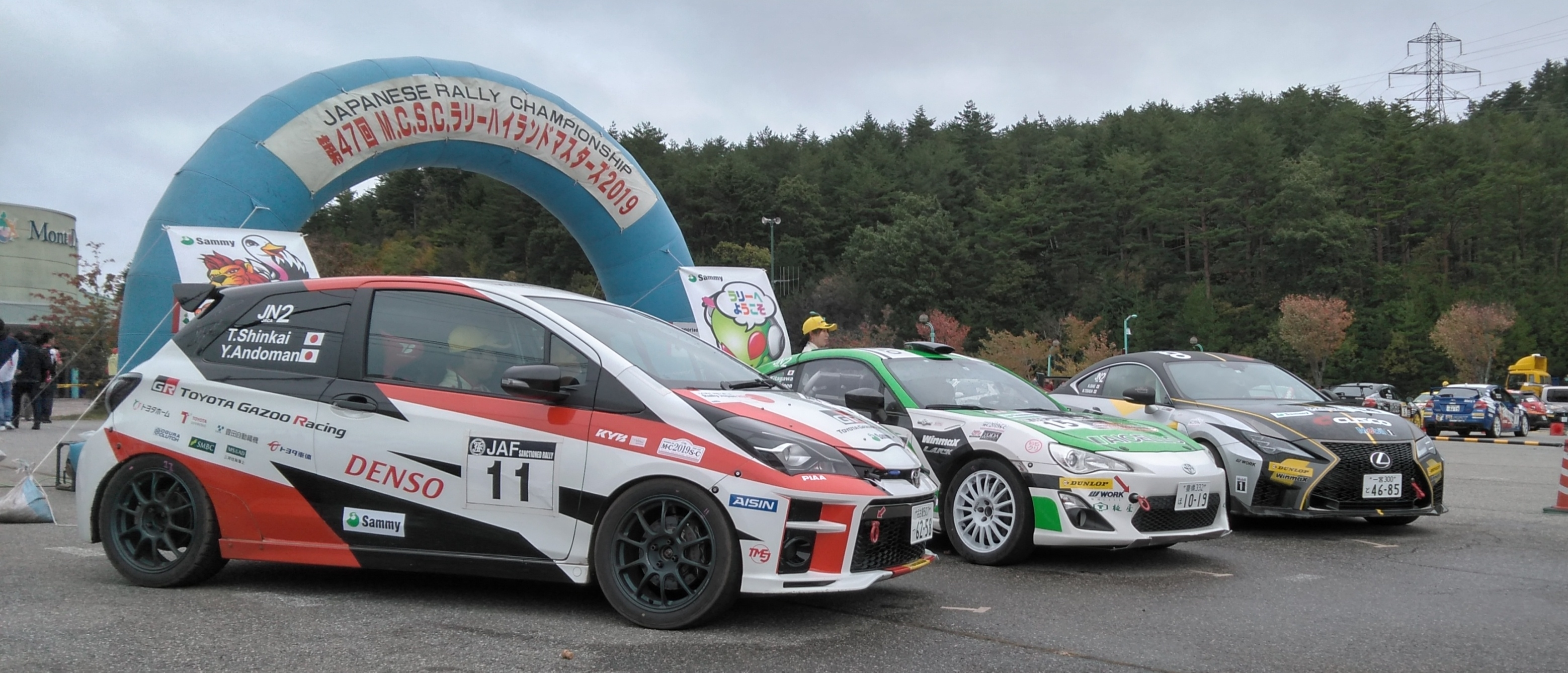
車格の全く異なる3車種が顔を揃えたポディウム（2019年ハイランドマスターズJN2クラス）。左はトヨタ・ヴィッツGRMN、中央はトヨタ・GT86 CS-R3、右はレクサス・RC F

安全基準や改造基準はFIAのグループN及びグループRを基準としているが、日本国内の道路運送法に従って室内の内張り（天井部分の加工・取り外しは認められている）、インドアパネル（材質・形状変更は可）、3点式シートベルトの取り外しが禁止されているほか、ロールケージ及び自動車競技用のシートベルト・消火器搭載等の安全装備を義務化。またタイヤ、ホイールのサイズが純正サイズに対し細かく制定されている。RPN車両及びAE車両についてはコスト削減を考えR、RJ車両よりもロールケージ等、安全基準が緩和されている。
2021年の本選手権からは、クルーにFHRデバイス（頸部保護デバイス）の着用が義務化される。
- R - FIAによりグループA、R、N(公認有効期限後8年を経過していない車両を含む) として公認された車両で、道路運送車両の保安基準に適合し、自動車登録番号標を有する車両[注 24]。RR車両は車両公認書通りに保たれていなければならない。RN車両に関しては車両公認書に従うこととされているが、制動系に関しては、公認書記載以外のブレーキキャリパーの交換が許されている。
- RJ - JAF登録車両で、道路運送車両の保安基準に適合し、自動車登録番号標を有する車両。
- RPN - JAF登録車両で、車両規定に沿って改造・装備される安全装備の付加を含め、道路運送車両の保安基準に適合し、かつ車両重量及び前部座席以外のメーカーラインオフ時の諸元が変更されていないもの。[注 25]。タイヤの使用本数は全日程で6本となる。
- AE - ハイブリッドカー、EVが対象で、JAF登録車両でなくても良いこと以外はRPNと同様[注 26]。

- RF - JAF登録車両ではない車両で、保安基準に適合した車両かつ、車体番号標を有する車両。基本的にはRPN車両と同等だが、広い範囲で改造が可能になっており、規定さえ満たせていれば、ショップチューニングカーやユーザー所有の改造車、最新のスーパーカーやクラシックカーも参戦が可能で、所謂「オープンクラス」である。但し、運営側より改造に制限を求められることもある。過去にはトヨタ・ハイエースやポルシェ911(901型)も参戦したことがあり、2024年からは年式や排気量で「オープン」「チャレンジ」「ヒストリック」の3つに細分化された。

RJ・RPN・AE車両に関しては、最終生産年から10年経過すると全日本ラリー選手権に対しては、出場することが出来なくなり、出場する場合はRF車両となる。ただしFIA公認車両で公認書が有効な車両はこの限りではない。

## クラス
分類はFIAのグループN規定をベースとして日本独自の規定を加えたものである。2008年からは「スーパー1500」がJN1.5クラスとして、2009年にJN2クラスとして導入。2014年には2013年までの4クラスが再編され全6クラスとなった。2016年からJN6クラスは4WDに限定されている。ターボ車の排気量は1.7倍換算となる。
2019年のR5車両導入をきっかけに、番号が若い方が下であった従来とは逆に、WRCやAPRC同様若い方が上のクラスに変更された。

### 2020年以降のクラス区分
| 名称 | 排気量      | 駆動方式 | 車両規定        | 主な車種                                                                                         |
| ---- | ----------- | -------- | --------------- | ------------------------------------------------------------------------------------------------ |
| JN1  | 2.5L -      | 4WD      | RJ・R           | スバル・WRX STI、三菱・ランサーエボリューション、シュコダ・ファビアR5、トヨタ・GRヤリス          |
| JN2  | 2.5L -      | 2WD      | RJ・R           | プジョー・208 R2、トヨタ・ヴィッツGRMN、VW・ポロ GTI、レクサス・RC F                             |
| JN3  | 1.5L - 2.5L | RWD      | RJ・RPN         | トヨタ・86、スバル・BRZ                                                                          |
| JN4  | 1.5L - 2.5L | FWD・4WD | RJ・RPN         | スズキ・スイフトスポーツ、ホンダ・シビック タイプR（FN2）                                        |
| JN5  | - 1.5L      | 指定なし | RJ・RPN         | マツダ・デミオ、ホンダ・フィット、トヨタ・ヴィッツ/ヤリス、トヨタ・GRヤリスRS                    |
| JN6  | - 1.5L      | 指定無し | AT・CVTのRPN AE | トヨタ・アクア、日産・ノート e-Power、トヨタ・MIRAI、トヨタ・ヴィッツ/ヤリス、トヨタ・GRヤリスRS |

### 2019年のクラス区分
| 名称 | 排気量      | 駆動方式 | 車両規定            | 主な車種                                                                            |
| ---- | ----------- | -------- | ------------------- | ----------------------------------------------------------------------------------- |
| JN1  | 2.5L -      | 4WD      | RJ・R               | スバル・WRX STI、三菱・ランサーエボリューション、シュコダ・ファビア R5              |
| JN2  | 2.5L -      | 2WD      | RJ・R               | プジョー・208 R2、トヨタ・ヴィッツGRMN、VW・ポロ GTI、レクサス・RC F                |
| JN3  | - 2.5L      | RWD      | RJ・RPN             | トヨタ・86、スバル・BRZ                                                             |
| JN4  | 1.5L - 2.5L | FWD・4WD | RJ・RPN             | スズキ・スイフトスポーツ、ホンダ・シビック タイプR（FN2）                           |
| JN5  | - 1.5L      | FWD      | RJ・RPN             | マツダ・デミオ、ホンダ・フィット、トヨタ・ヴィッツ                                  |
| JN6  | - 1.5L      | 指定無し | AT・CVTのRJ・RPN AE | マツダ・RX-8、トヨタ・アクア、日産・ノート e-Power、トヨタ・MIRAI、トヨタ・ヴィッツ |

### 2018年までのクラス区分
| 名称 | 排気量      | 駆動方式 | 車両規定       | 主な車種 |
| ---- | ----------- | -------- | -------------- | --- |
| JN1  | - 1.4L      | 2WD      | RN・RJ・RF・AE | スズキ・スイフト、ダイハツ・ストーリアX4、マツダ・RX-8、ホンダ・CR-Z |
| JN2  | 1.4L - 1.6L | 2WD      | RPN            | スズキ・スイフト、トヨタ・ヴィッツ、プロトン・サトリアネオ、マツダ・デミオ |
| JN3  | 1.4L - 1.5L | 2WD      | RN・RJ・RF     | トヨタ・ヴィッツRS、ホンダ・フィットRS、マツダ・デミオ |
| JN4  | 1.6L - 2.0L | 2WD      | RPN            | スバル・BRZ、トヨタ・86、ロータス・エキシージ |
| JN5  | 1.5L - 3.0L | 2WD      | RN             | スバル・BRZ、ダイハツ・ブーンX4、トヨタ・86、プロトン・サトリアネオ、ホンダ・インテグラタイプR、ホンダ・シビック、ホンダ・S2000、三菱・ミラージュ、ロータス・エキシージ、ミニ・クロスオーバー |
| JN5  | 1.5L - 3.0L | 4WD      | RJ             | スバル・BRZ、ダイハツ・ブーンX4、トヨタ・86、プロトン・サトリアネオ、ホンダ・インテグラタイプR、ホンダ・シビック、ホンダ・S2000、三菱・ミラージュ、ロータス・エキシージ、ミニ・クロスオーバー |
| JN6  | 3.0L -      | 4WD      | RJ・RN         | スバル・インプレッサ、三菱・ランサーエボリューション |

## ポイント
1位 - 8位までに、それぞれ10-8-6-5-4-3-2-1ポイントが与えられ、ステージ距離や路面により係数が掛けられる。50km - 100kmのターマックを1.0として、グラベルが1.2。50km未満はターマック・グラベル共に0.8、50 - 100kmは、100  -150km未満は、ターマックが1.2、グラベルが1.5、150km以上はターマックが1.5、グラベルが2.0となる。
獲得ポイントはクラス順位と総合順位の両方に加算され、8戦以上に出場している場合は上位7戦分のポイントで計算される。2011年からは、クラス別に各DAYの1 - 3位に上位から1 - 3ポイントが与えられるデイポイント制が導入された。

## 沿革

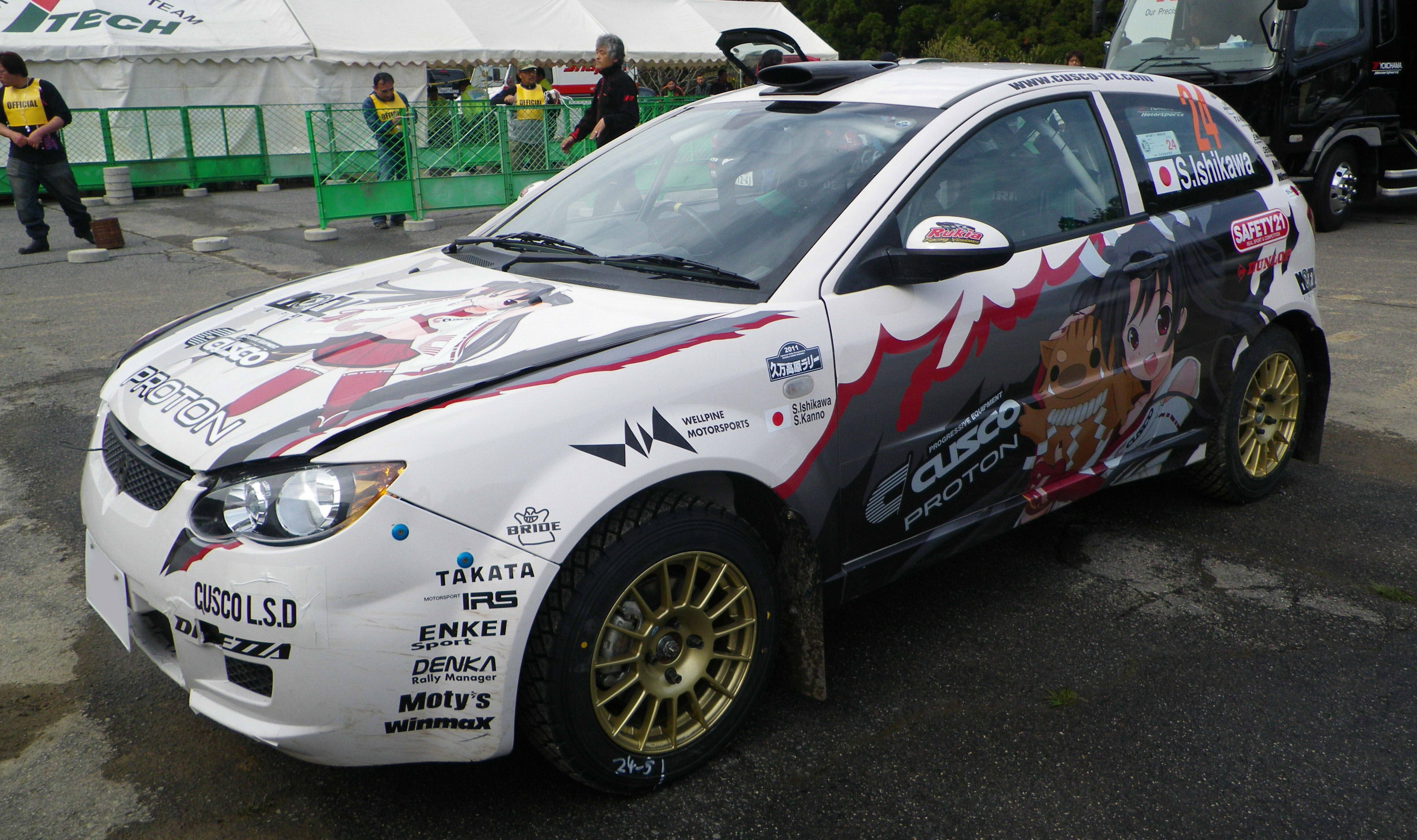
CJRTプロトン・サトリアネオ（2011年）

1979年に全日本ラリードライバー選手権として始まり、翌1980年より現在の大会名となる。FIAが定めたクラスに基づき、当初はエンジン排気量1.3L以下のAクラスと1.3Lを超えるBクラスの2クラスで争われた。1984年からは1L以下を加えて排気量の少ない順からA、B、Cの3クラスとなり、1987年 - 2001年は1L以下、1.6L以下、1.6Lを超えるクラスとされ、2002年 - 2005年は、1.4L以下、2.0L以下、2.0Lを超えるクラスとされた。また、1995年から1997年まで従来の選手権（第1部門）に加えて第2部門として2WDのみによる選手権が追加され、1998年 - 2005年までは2WD部門と4WD部門とで駆動方式別の二つの選手権を開催していた。各部門の排気量別クラスは、独立した順位をつけており、全クラスで優勝者・選手権保持者が決定していた。2006年、アベレージラリー→SSラリー方式に変更された。
2000年代、日本でもWRCイベントを開催しようという機運が高まり、手始めとして2001年に第19回スパイク・インターナショナル 日本アルペンラリーが国内初のFIA規定による国際格式ラリーとして開催され、国内のラリー競技も日本独自の方式からFIAが定める国際基準に合わせる動きが起こる。2002年、エンジン排気量に掛ける過給器の係数とラリー競技車両の安全基準を国際基準に準拠させ、2004年からはWRCラリージャパンが開催されている。2006年、従来のレギュレーションを大幅に見直した新規定が導入された事に伴い、2WDと4WDという駆動方式別の部門が廃止されたことにより総合順位という概念が誕生した（クラス分けは継続）。同時にアベレージ・ラリーを廃止し、SSのタイムを争うSSラリーに統一した。
2019年からはグループR5が参戦することが可能になったが、海外トップシェアのシュコダ・ファビアR5の本ナンバー取得ができず参戦できなかったことから、2021年から本選手権への参戦を目的とした仮ナンバー車も参戦可能となった。

## 総合優勝記録
2006年、WRCを始めとする国際ラリーに合わせて総合順位の制度が導入された。従来のチャンピオンは、クラスや駆動方式毎に6名に分けられていたが、新規定ではドライバーズポイントは各クラス+総合順位に与えられることになり、チャンピオンドライバーが統一された。
| 年     | ドライバー           | コ・ドライバー | 車種                              |
| ------ | -------------------- | -------------- | --------------------------------- |
| 2023年 | ヘイキ・コバライネン | 北川紗衣       | シュコダ・ファビアR5              |
| 2022年 | ヘイキ・コバライネン | 北川紗衣       | シュコダ・ファビアR5              |
| 2021年 | 勝田範彦             | 木村祐介       | トヨタ・GRヤリス                  |
| 2020年 | 新井大輝             | 田中直哉       | スバル・WRX STI                   |
| 2019年 | 新井敏弘             | 田中直哉       | スバル・WRX STI                   |
| 2018年 | 新井敏弘             | 田中直哉       | スバル・WRX STI                   |
| 2017年 | 勝田範彦             | 石田裕一       | スバル・WRX STI                   |
| 2016年 | 勝田範彦             | 石田裕一       | スバル・WRX STI                   |
| 2015年 | 新井敏弘             | 田中直哉       | スバル・WRX STI                   |
| 2014年 | 奴田原文雄           | 佐藤忠宜       | 三菱・ランサーエボリューションX   |
| 2013年 | 勝田範彦             | 足立さやか     | スバル・インプレッサ WRX STI      |
| 2012年 | 勝田範彦             | 足立さやか     | スバル・インプレッサ WRX STI      |
| 2011年 | 勝田範彦             | 足立さやか     | スバル・インプレッサ WRX STI      |
| 2010年 | 勝田範彦             | 足立さやか     | スバル・インプレッサ WRX STI      |
| 2009年 | 奴田原文雄           | 佐藤忠宜       | 三菱・ランサーエボリューションX   |
| 2008年 | 勝田範彦             | 澤田茂         | スバル・インプレッサ WRX STI      |
| 2007年 | 勝田範彦             | 北田稔         | スバル・インプレッサ WRX STI      |
| 2006年 | 奴田原文雄           | 小田切順之     | 三菱・ランサーエボリューションVII |

## 部門別優勝記録
| 年     | JN1        | JN1             | JN2                  | JN2                 | JN3        | JN3       | JN4        | JN4                     | JN5        | JN5               | JN6        | JN6                |
| 年     | ドライバー | 車種            | ドライバー           | 車種                | ドライバー | 車種      | ドライバー | 車種                    | ドライバー | 車種              | ドライバー | 車種               |
| ------ | ---------- | --------------- | -------------------- | ------------------- | ---------- | --------- | ---------- | ----------------------- | ---------- | ----------------- | ---------- | ------------------ |
| 2021年 | 勝田範彦   | トヨタ GRヤリス | ヘイキ・コバライネン | トヨタ GT86 CS-R3   | 大竹直生   | トヨタ 86 | 西川真太郎 | スズキ スイフトスポーツ | 天野智之   | トヨタ ヴィッツRS | 吉原將大   | トヨタ ヤリスCVT   |
| 2020年 | 新井大輝   | スバル WRX STI  | 中平勝也             | トヨタ GT86 CS-R3   | 曽根崇仁   | トヨタ 86 | 古川寛     | スズキ スイフトスポーツ | 天野智之   | トヨタ ヴィッツRS | 明治慎太郎 | トヨタ ヴィッツCVT |
| 2019年 | 新井敏弘   | スバル WRX STI  | 眞貝知志             | トヨタ ヴィッツGRMN | 山本悠太   | トヨタ 86 | 関根正人   | スズキ スイフトスポーツ | 天野智之   | トヨタ ヴィッツRS | 大倉聡     | トヨタ ヴィッツCVT |

| 年     | JN6        | JN6                           | JN5        | JN5                       | JN4        | JN4                     | JN3        | JN3               | JN2        | JN2                | JN1        | JN1                     |
| 年     | ドライバー | 車種                          | ドライバー | 車種                      | ドライバー | 車種                    | ドライバー | 車種              | ドライバー | 車種               | ドライバー | 車種                    |
| ------ | ---------- | ----------------------------- | ---------- | ------------------------- | ---------- | ----------------------- | ---------- | ----------------- | ---------- | ------------------ | ---------- | ----------------------- |
| 2018年 | 新井敏弘   | スバル WRX STI                | 小濱勇希   | シトロエン DS3 R3T        | 関根正人   | スズキ スイフトスポーツ | 天野智之   | トヨタ ヴィッツRS | 長﨑雅志   | トヨタ 86          | 古川寛     | スズキ スイフトスポーツ |
| 2017年 | 勝田範彦   | スバル WRX STI                | 小濱勇希   | シトロエン DS3 R3T        | 曽根崇仁   | トヨタ 86               | 天野智之   | トヨタ ヴィッツRS | 猪股寿洋   | トヨタ 86          | 須藤浩志   | スズキ スイフトスポーツ |
| 2016年 | 勝田範彦   | スバル WRX STI                | 柳澤宏至   | プジョー 208 GTI R2       | 曽根崇仁   | トヨタ 86               | 天野智之   | トヨタ ヴィッツRS | 明治慎太郎 | トヨタ 86          | 鈴木尚     | スズキ スイフトスポーツ |
| 2015年 | 新井敏弘   | スバル WRX STI                | 天野智之   | トヨタ ヴィッツGRMNターボ | 石川昌平   | スバル BRZ              | 岡田孝一   | マツダ デミオ     | 高橋悟志   | トヨタ ヴィッツ RS | 松田保夫   | マツダ RX-8             |
| 2014年 | 奴田原文雄 | 三菱 ランサーエボリューション | 鎌田卓麻   | スバル BRZ                | 竹内源樹   | スバル BRZ              | 天野智之   | トヨタ ヴィッツRS | not held   | not held           | 中西昌人   | ダイハツ ストーリアX4   |

| 年     | JN4        | JN4                           | JN3        | JN3                    | JN2        | JN2               | JN1.5      | JN1.5       | JN1        | JN1                   |
| 年     | ドライバー | 車種                          | ドライバー | 車種                   | ドライバー | 車種              | ドライバー | 車種        | ドライバー | 車種                  |
| ------ | ---------- | ----------------------------- | ---------- | ---------------------- | ---------- | ----------------- | ---------- | ----------- | ---------- | --------------------- |
| 2013年 | 勝田範彦   | スバル インプレッサ WRX STI   | 横尾芳則   | トヨタ 86              | 川名賢     | トヨタ ヴィッツRS | not held   | not held    | 松岡竜也   | ダイハツ ストーリアX4 |
| 2012年 | 勝田範彦   | スバル インプレッサ WRX STI   | 眞貝 知志  | ホンダ インテグラ      | 天野智之   | トヨタ ヴィッツRS | not held   | not held    | 山口貴利   | ダイハツ ストーリアX4 |
| 2011年 | 勝田範彦   | スバル インプレッサ WRX STI   | 牟田周平   | プロトン サトリアネオ  | 天野智之   | トヨタ ヴィッツRS | not held   | not held    | 西山敏     | 日産 マーチ           |
| 2010年 | 勝田範彦   | スバル インプレッサ WRX STI   | 香川秀樹   | ホンダ インテグラ      | 天野智之   | トヨタ ヴィッツRS | not held   | not held    | 中西真人   | ダイハツ ストーリアX4 |
| 2009年 | 奴田原文雄 | 三菱 ランサーエボリューション | 村瀬太     | ホンダ シビックタイプR | 田中伸幸   | 三菱 ミラージュ   | 大井こずゑ | 三菱 コルト | 西山敏     | ホンダ シティ         |
| 2008年 | 勝田範彦   | スバル インプレッサ WRX STI   | 森博喜     | トヨタ MR-S            | 山口清司   | トヨタ レビン     | 榊雅弘     | 三菱 コルト | 廣瀬康宏   | ホンダ シティ         |
| 2007年 | 勝田範彦   | スバル インプレッサ WRX STI   | 榊雅弘     | ホンダ インテグラ      | 高橋悟志   | トヨタ レビン     | not held   | not held    | 西山敏     | ホンダ シティ         |
| 2006年 | 奴田原文雄 | 三菱 ランサーエボリューション | 横尾 芳則  | トヨタ セリカ          | 平塚忠博   | ダイハツ ブーンX4 | not held   | not held    | 難波巧     | トヨタ スターレット   |

|        |          | Aクラス     | Aクラス                  | Bクラス    | Bクラス                    | Cクラス    | Cクラス                           |
| 年     | 駆動方式 | ドライバー  | 車種                     | ドライバー | 車種                       | ドライバー | 車種                              |
| ------ | -------- | ----------- | ------------------------ | ---------- | -------------------------- | ---------- | --------------------------------- |
| 2005年 | 2WD      | 若槻幸治郎  | 日産・マーチ             | 横尾芳則   | ホンダ・インテグラタイプR  | 大庭誠介   | トヨタ・スターレット              |
| 2005年 | 4WD      | 平塚忠博    | ダイハツ・ストーリアX4   | 原口真     | スバル・インプレッサ       | 奴田原文雄 | 三菱・ランサーエボリューションVII |
| 2004年 | 2WD      | 天野智之    | ホンダ・シティ           | 飯泉忠男   | ホンダ・インテグラタイプR  | 吉井崇博   | トヨタ・スターレット              |
| 2004年 | 4WD      | 平塚忠博    | ダイハツ・ストーリアX4   | 原口真     | スバル・インプレッサ       | 奴田原文雄 | 三菱・ランサーエボリューションVII |
| 2003年 | 2WD      | 天野智之    | ホンダ・シティ           | 飯泉忠男   | ホンダ・インテグラタイプR  | 長谷川哲   | トヨタ・スターレット              |
| 2003年 | 4WD      | 小野寺清之  | ダイハツ・ストーリアX4   | 大嶋治夫   | スバル・インプレッサ       | 奴田原文雄 | 三菱・ランサーエボリューションVII |
| 2002年 | 2WD      | 中西昌人    | トヨタ・スターレット     | 飯泉忠男   | ホンダ・シビック           | 高橋一志   | トヨタ・セリカ                    |
| 2002年 | 4WD      | 小野寺清之  | ダイハツ・ストーリアX4   | 鎌田恭輔   | 三菱・ミラージュ スーパーR | 奴田原文雄 | 三菱・ランサーエボリューションVII |
| 2001年 | 2WD      | 高崎正博    | 日産・マーチ             | 丹波和彦   | ホンダ・シビックタイプR    | 石田雅之   | トヨタ・セリカ                    |
| 2001年 | 4WD      | 平塚忠博    | ダイハツ・ストーリアX4   | 鎌田豊     | 三菱・ミラージュ スーパーR | 綾部美津雄 | スバル・インプレッサ WRX          |
| 2000年 | 2WD      | 若槻幸治郎  | 日産・マーチ             | 高崎巧     | 日産・パルサー             | 長岩信二   | トヨタ・スターレット              |
| 2000年 | 4WD      | 小野寺 清之 | ダイハツ・ストーリアX4   | 鎌田豊     | 三菱・ミラージュ スーパーR | 奴田原文雄 | 三菱・ランサーエボリューションV   |
| 1999年 | 2WD      | 高崎巧      | 日産・マーチ キットカー  | 若槻幸治郎 | 日産・パルサー             | 高崎正博   | 日産・シルビア                    |
| 1999年 | 4WD      | 粟津原豊    | スズキ・アルトワークス   | 鎌田豊     | 三菱・ミラージュ スーパーR | 奴田原文雄 | 三菱・ランサーエボリューションV   |
| 1998年 | 2WD      | 木村謙治    | ダイハツ・ミラX2         | 高崎正博   | 日産・パルサー VZR-N1      | 重田雅彦   | トヨタ・スターレット              |
| 1998年 | 4WD      | 粟津原豊    | スズキ・アルトワークス   | 鎌田豊     | 三菱・ミラージュ スーパーR | 西尾雄次郎 | スバル・インプレッサ WRX          |
| 1997年 | 2WD      | 若槻幸治郎  | ダイハツ・ミラX2         | 木村謙治   | 三菱・ミラージュRS         | 重田雅彦   | トヨタ・スターレット              |
| 1997年 | 4WD      | 粟津原豊    | スズキ・アルトワークス   | 小林康弘   | 三菱・ミラージュRS         | 新井敏弘   | スバル・インプレッサ WRX          |
| 1996年 | 2WD      | 高崎正博    | 日産・マーチ             | 宮部俊典   | 三菱・ミラージュRS         | 鷲見宏康   | トヨタ・カローラレビン            |
| 1996年 | 4WD      | 榊雅広      | スバル・ヴィヴィオ RX-RA | 田口幸宏   | 三菱・ミラージュRS         | 桜井幸彦   | スバル・インプレッサ WRX          |
| 1995年 | 2WD      | 高崎正博    | 日産・マーチ             | 金井雅志   | 三菱・ミラージュRS         | 木村謙治   | 三菱・ミラージュサイボーグRS      |
| 1995年 | 4WD      | 粟津原豊    | スズキ・アルトワークスR  | 原口真     | 三菱・ミラージュ スーパーR | 桜井幸彦   | スバル・インプレッサ WRX          |

|        | Aクラス    | Aクラス                 | Bクラス    | Bクラス                       | Cクラス    | Cクラス                          |
| 年     | ドライバー | 車種                    | ドライバー | 車種                          | ドライバー | 車種                             |
| ------ | ---------- | ----------------------- | ---------- | ----------------------------- | ---------- | -------------------------------- |
| 1994年 | 粟津原豊   | スズキ・アルトワークスR | 鎌田豊     | 三菱・ミラージュ スーパーR    | 桜井幸彦   | 三菱・ランサーエボリューションII |
| 1993年 | 粟津原豊   | スズキ・アルトワークスR | 奴田原文雄 | 三菱・ミラージュ              | 神岡政夫   | スバル・インプレッサ WRX         |
| 1992年 | 堀田憲幸   | ダイハツ・ミラ TR-XX    | 新井敏弘   | いすゞ・ジェミニ イルムシャー | 西尾雄次郎 | 三菱・ギャラン VR-4              |
| 1991年 | 粟津原豊   | スズキ・アルトワークス  | 坂昭彦     | いすゞ・ジェミニ イルムシャー | 山内伸弥   | 三菱・ギャラン VR-4              |
| 1990年 | 粟津原豊   | スズキ・アルトワークス  | 坂昭彦     | いすゞ・ジェミニ イルムシャー | 綾部美津雄 | カルソニックブルーバード SSS-R   |
| 1989年 | 粟津原豊   | スズキ・アルトワークス  | 島田親吾   | 日産・マーチR                 | 桜井幸彦   | 三菱・ギャラン VR-4              |
| 1988年 | 坂昭彦     | スズキ・アルトワークス  | 田口盛一郎 | 三菱・ミラージュ              | 綾部美津雄 | 日産・ブルーバード SSS-R         |
| 1987年 | 島田親吾   | 日産・マーチ            | 西尾雄次郎 | ホンダ・シビック Si           | 桜井幸彦   | マツダ・ファミリア 4WD           |
| 1986年 | 吉武正博   | 日産・マーチ            | 田口盛一郎 | トヨタ・スターレット          | 綾部美津雄 | スバル・レオーネ 4WD             |
| 1985年 | 岡本忠雄   | ダイハツ・シャレード    | 大桃千明   | トヨタ・スターレット          | 神岡政夫   | 日産・フェアレディZ 300ZXターボ  |
| 1984年 | 日下部保雄 | ダイハツ・シャレード    | 吉沢恒雄   | トヨタ・スターレット          | 山内伸弥   | 三菱・ランサー                   |

|        | Aクラス    | Aクラス              | Bクラス    | Bクラス                  |
| 年     | ドライバー | 車種                 | ドライバー | 車種                     |
| ------ | ---------- | -------------------- | ---------- | ------------------------ |
| 1983年 | 辺見忠     | トヨタ・スターレット | 山内伸弥   | 三菱・ランサー GSRターボ |
| 1982年 | 井上潔     | トヨタ・スターレット | 神岡政夫   | 三菱・ランサーターボ     |
| 1981年 | 田口盛一郎 | トヨタ・スターレット | 山内伸弥   | いすゞ・ジェミニ         |
| 1980年 | 久野鋭治   | トヨタ・スターレット | 金子繁夫   | いすゞ・ジェミニ         |